# Bydgoszcz Buskers Festiwal - Międzynarodowe Spotkania Artystów Ulicznych

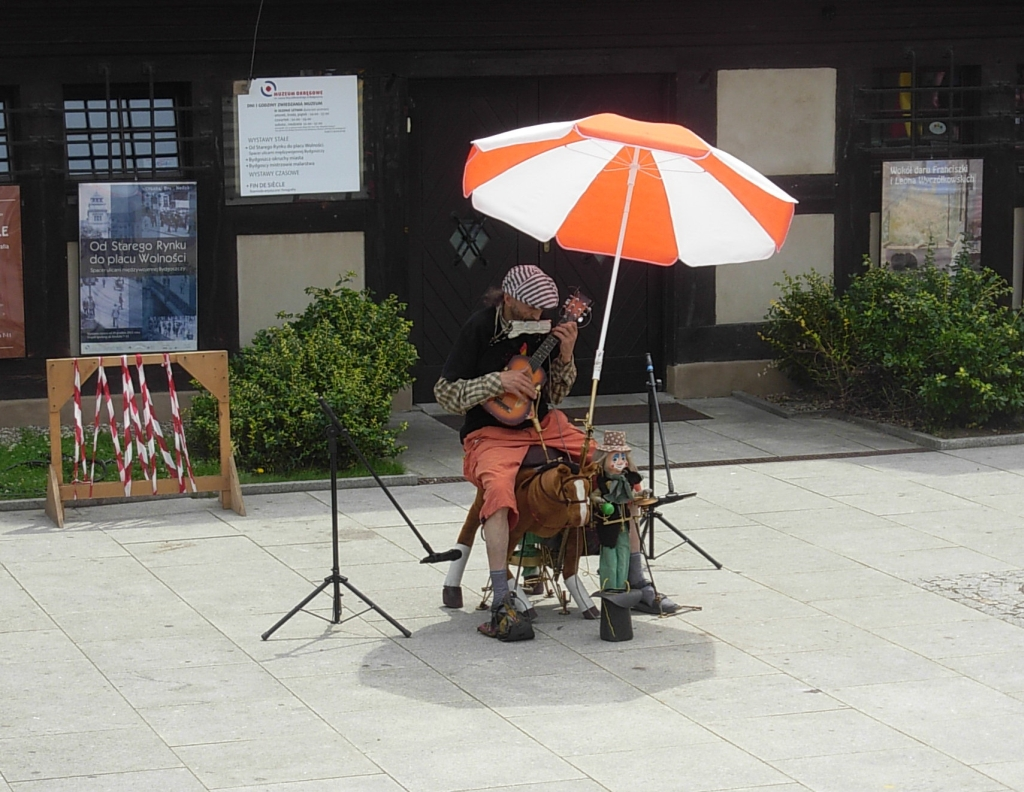
Bydgoszcz Buskers Festiwal 2012

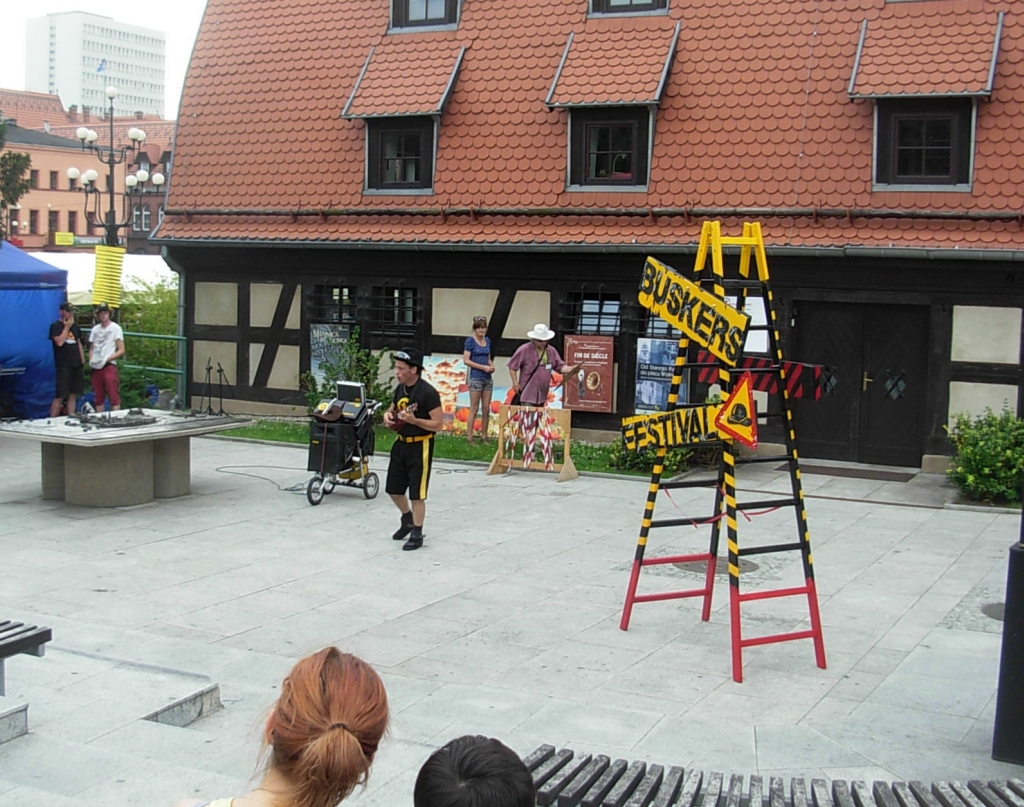
W amfiteatrze przy ul. Mostowej

Bydgoszcz Buskers Festiwal – Międzynarodowe Spotkania Artystów Ulicznych – cykliczna impreza kulturalna w Bydgoszczy, podczas której na ulicach i placach odbywają się pokazy, przedstawienia i happeningi międzynarodowej społeczności wędrownych artystów (buskerów).

## Historia
Festiwal po raz pierwszy odbył się w 2008 roku. Pomysłodawcą i głównym organizatorem imprezy było Kujawsko-Pomorskie Centrum Kultury w Bydgoszczy, a współorganizatorami m.in. Wyższa Szkoła Gospodarki w Bydgoszczy oraz centra handlowe (Dom Mody Drukarnia, Focus Mall). Oryginalna formuła festiwalu przekształciła przestrzeń publiczną miasta w tętniące życiem miejsce spotkań i zabawy. W imprezie brało udział kilkunastu artystów polskich i zagranicznych z wielu kontynentów (Europa, Azja, Ameryka Północna, Ameryka Południowa, Australia).

## Charakterystyka
Na festiwal składają się koncerty, pokazy, przedstawienia i happeningi prezentowane na ulicach i placach Bydgoszczy, podczas których podziwiać można efektowne popisy cyrkowców, klaunów, muzyków, akrobatów, kuglarzy i wielu innych adeptów sztuki ulicznej.
Działania artystyczne obejmują m.in.: koncerty muzyków wykonujących różne style i gatunki muzyczne, spektakle z elementami klownady i żonglerki, przedstawienia zawierające elementy akrobatyki i magii, rzeźby z balonów itd.
Występy odbywają się na terenie Starego Miasta i Śródmieścia Bydgoszczy (Stary Rynek, ulica Mostowa, ulica Gdańska) w obrębie wyznaczonych przystanków. Wieczorami artyści spotykają się z publicznością w klubie festiwalowym na koncertach, pokazach i wspólnych jam sessions.

## Przegląd festiwali
Pierwszy Bydgoszcz Buskers Festiwal odbył się w dniach 8–12 lipca 2008 r. Uczestniczyli w nim artyści uliczni z Australii, Japonii, Kanady, Niemiec, Wielkiej Brytanii, Bułgarii i Polski.
Występy odbywały się symultanicznie w kilku miejscach skupionych wokół Starego Rynku, ulic Mostowej i Gdańskiej. Wieczorami artyści gromadzili się w klubie festiwalowym, który mieścił się w kawiarni „Węgliszek” na Starym Rynku. Wszystkie występy obejrzało łącznie kilka tysięcy widzów.
Druga edycja Międzynarodowych Spotkań Artystów Ulicznych Bydgoszcz Buskers Festival odbyła się w dniach 7-9 lipca 2009 roku. Zaproszeni artyści uliczni z 11 krajów zaprezentowali szeroki wachlarz działań artystycznych.
Trzecia edycja festiwalu miała miejsce w lipcu 2010 r. Wydarzenia festiwalowe odbywały się m.in. na ulicy Mostowej oraz we wnętrzach Centrum Handlowego Focus Mall.
Czwarta edycja festiwalu odbyła się w dniach 13–14 lipca 2011 roku. Impreza została objęta patronatem polskiej prezydencji w Radzie UE. Wystąpiło kilkunastu wykonawców: komików, muzyków, cyrkowców, klaunów, akrobatów, głównie zagranicznych. Występy buskerów odbywały się w trzech przystankach festiwalowych: amfiteatrze przy ul. Mostowej, Starym Rynku oraz na ul. Gdańskiej przed DM „Drukarnia”, a także w innych lokalizacjach w centrum Bydgoszczy.